# 刘如意
劉如意（前207年—前194年），漢朝宗室，漢高祖劉邦與宠妃戚夫人所生之子，十歲時受封趙王。被嫡母呂謀殺，諡號称赵隐王。

## 背景
劉如意是劉邦愛妃戚夫人所生的兒子，再加上长得很像刘邦，自小已受劉邦寵愛。因此戚夫人橫生非份之想，想立自己的兒子為太子，於是在戚夫人的唆使慫恿下，劉邦想廢去呂的兒子劉盈，改立劉如意為太子，幸而為人正直的御史周昌與商山四皓等能臣勸阻才作罷。但這件事讓呂后深感自己的地位受到威脅，便想殺了劉如意。劉邦也知道呂后欲殺劉如意，與趙堯討論後，認為勸阻立劉如意為太子的周昌是個正直的人，於是反而把周昌調為趙國相，命周昌保護劉如意。
漢高祖十二年（前195年），劉邦去世，呂后的兒子劉盈即皇帝位，是為漢惠帝。呂后召趙王劉如意赴朝廷，欲謀殺之。周昌知呂后意，堅持護主，就多次推說趙王有疾，無法動身，讓呂后不能得逞。呂后於是先召周昌入長安，然後再召劉如意入長安，劉盈愛護這個同父異母的弟弟，怕呂后把劉如意殺掉，便親自迎接劉如意，且跟劉如意形影不離，同吃同住，呂后數次欲殺劉如意，但每次都被劉盈阻止。
漢惠帝元年（前194年）十二月，劉盈出外打獵，劉如意年少，不能早起。呂后趁劉如意單獨在寢宮時，派人逼劉如意喝下毒酒，將劉如意毒死，年僅十四歲。而劉如意自入都到死亡，只有一個月餘。死後葬於咸陽原劉盈安陵旁。

## 影視作品改編
- 電視歌仔戲《漢宮怨》（1988年）：由黃香蓮飾演如意
- 電視歌仔戲《漢宮怨》（2002年）：由陳禹安飾演如意